# Richard Thompson
Richard Thompson (født 7. juni 1985 i Cascade, Trinidad & Tobago) er en atletikudøver (sprinter) fra Trinidad & Tobago. Thompsons største præstation blev opnået 16. august 2008, hvor han vandt sølv ved OL i Beijing, kun besejret af jamaicaneren Usain Bolt.

## Eksterne links
- Richard Thompsons profil på Olympics.com (engelsk)
- Richard Thompsons profil på Olympic.org (arkiveret) (engelsk)
- Richard Thompsons profil på Sports-Reference OL-resultater (arkiveret) (engelsk)
- Richard Thompsons profil på Olympedia (engelsk)
- Richard Thompsons profil hos IAAF (engelsk)